# Kenshō (Dichter)

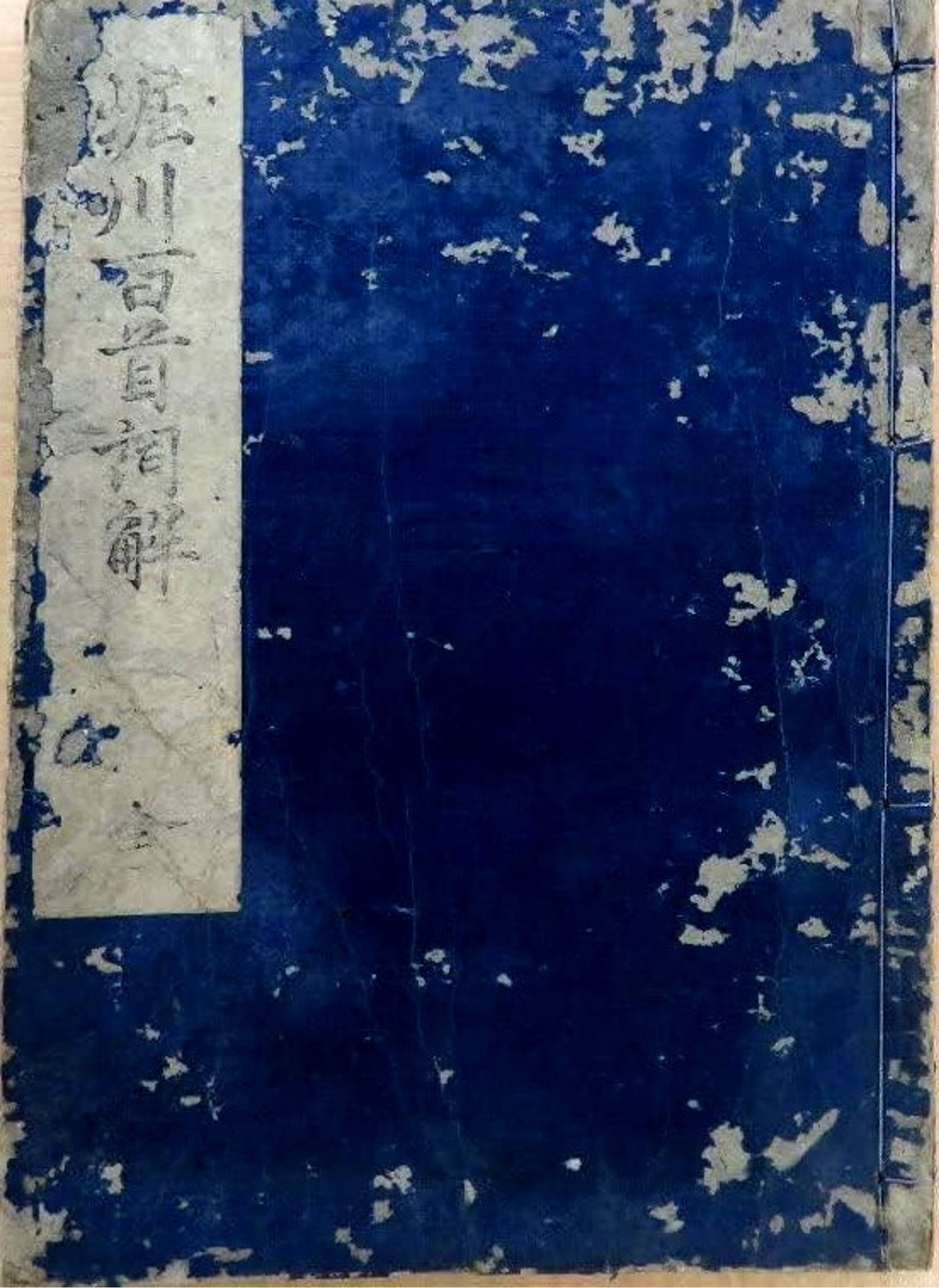
„堀川百首注“

Kenshō (japanisch 顕昭; geboren circa 1130; gestorben 1210) war ein japanischer Dichter und Gelehrter der Poesie von der späten Heian-Zeit bis zur frühen Kamakura-Zeit.

## Leben und Wirken
Kenshō war ein Adoptivsohn von Fujiwara no Akisuke (藤原 顕輔; 1090–1155), eines hohen Beamten am Kaiserhof, seine leiblichen Eltern sind unbekannt. Sein Geburtsjahr wird auf etwa 1130 geschätzt und seine letzte Tätigkeit fand im Jahr 1209 statt, als er in der Liedersammlung „Nagaosha Uta-awase“ (長尾社歌合) erschien. In jungen Jahren studierte er am Enryaku-ji, zog später zu Ninna-ji und brachte zum Rang eines „Hokkyō“.
Bereits im Jahr 1165 stellte Kenshō das „Konsen-shū“ (今撰集) zusammen. Nachdem er mit dem kaiserlichen Prinzen Shukaku (守覚 法親王; 1150–1202) am Ninna-ji Kontakt hatte, schrieb er viele Bücher für ihn. Weiter verfasste er Kommentare und Gedichtbände an. Die Detailliertheit seiner Forschung und sein umfassendes Wissen sind beispiellos. 1177, nach dem Tod seines älteren Bruders Fujiwara no Kiyosuke, unterstützte er die in Schwierigkeiten geratene Familie Rokujōtō (六条藤家).
1193 publizierte Kenshō die Gedichtsammlung „Roppyakuban utaawase“ (六百番歌合), ein Werk, das gegen die Familie Mikohidari (御子左家) gerichtet war. Es folgte „Roppyakuban chinjō“ (六百番陳状). Viele seiner Waka-Gedichte verwenden alte Wörter, um den Respekt vor dem „Man’yōshū“ auszudrücken.
Zu Kenshōs weiteren Veröffentlichungen gehören „Man’yōshū Jidainanji“ (万葉集時代難事), „Kakimoto no Hitomaro Kanmon“ (柿本人麻呂勘文), Anmerkungen zu Werken von „Kokinshū“ bis „Shika-wakashū“. Weiter gibt es „Shūchū-shō“ (袖中抄), „Shūi no Shōchū“ (拾遺抄注), „Go Shūi no Shōchū“ (後拾遺抄注), „Sanboku no shūchū“ (散木集注), „Go Senshūchū“ (後撰集注), „Kinyō Shūchū“ (金葉集注) und „Horikawa Hyaku Shuchū“ (堀川百首注). Schließlich sind Beiträge in der kaiserlichen Sammlung Senzai-shū (千載集) enthalten.